# 彈棋

彈棋

彈棋，也稱為象棋，一種古老的彈局遊戲。雖有冠有棋名，但不是棋類遊戲，反倒同於靠運動神經技巧的撞球、彈珠。
沈括認為彈棋是起源於漢代，「漢元帝好蹴踘，以蹴踘為勞，求相類而不勞者，遂為彈棋之戲。」
蔡邕《彈棋賦》：「於是列象棋，雕華麗。」象棋在東漢也可指彈棋。
晉代徐廣《彈棋經》：「彈棋，二人對局。黑白各六枚。先列棋相當，下呼上擊之。」又說：「昔漢武帝平西域，得胡人善蹴踘者，盡炫其便捷跳躍，帝好而為之，群臣不能諫。侍臣東方朔因以此藝進之。帝乃捨蹴踘而習彈棋焉。」
唐代杜甫、韋應物、韓愈、柳宗元、李商隱等人都參與彈棋的記載，並有詩、文留念，柳宗元在《彈棋序》曰：「置棋二十有四。貴者半，賤者半。貴曰上，賤曰下。咸自第一至十二。下者二乃敵一，用朱墨以別焉。」
宋代蘇東坡有「牙籤玉局坐彈棋」詩句。
明代謝肇淛《五雜俎》：「彈棋之戲，世不傳矣，即其局亦無有識之者。呂進伯謂其形似香爐，然中央高，四周低，與香爐全不似也。弘農楊牢，六歲詠彈棋局云：『魁形下方天頂突，二十四寸窗中月。』想其制方二尺有四寸，其中央高者猶圓耳。今閩中婦人女子尚有彈子之戲，其法以圍棋子五，隨手撒几上，敵者用意去其二，而留三，所留必隔遠，或相黏一處者，然後彈之，必越中子而擊中之，中子不動則勝矣。此即彈棋遺法。魏文帝客以葛巾拂無不中者也，但無中央高之局耳。」

## 外部連結
[在维基数据编辑]
 《欽定古今圖書集成·博物彙編·藝術典·彈棋部》，出自陈梦雷《古今圖書集成》